# 안토노프 An-74
안토노프 An-74(NATO 코드명: Coaler)는 안토노프가 개발한 소련, 우크라이나의 수송기이다. 안토노프 An-72의 변형으로서 수송기의 후기 생산형에 해당한다.

## 제원
- 수용 인원: 최대 52명의 승객
- 승무원: 5명
- 길이: 28.07m
- 높이: 8.65m
- 날개 길이: 31.89m
- 날개 면적: 98.62m2
- 전체 중량: 34,500kg
- 자체 중량: 19,050kg
- 최고 속도: 700 km / h
- 동력 장치: 2 × 추력
- 속도: 550 / 600km / h
- 실용 상승한도: 10,100m
- 범위: 4325 km

## 같이 보기
- 안토노프 An-71
- 안토노프 An-72
- 안토노프 An-148
- 가와사키 C-2
- 항공기 목록